# Mihailo (mitropolit)
Mitropolit Mihailo, crnogor. ćiril. Mитрополит Михаило (Ramovo Ždrijelo, Žabljak, Crna Gora, 8. studenog 1938., svjetovno ime Miraš Dedeić / Мираш Дедеић), bio je drugi poglavar Crnogorske pravoslavne Crkve. 
Službeni naziv mu je: 
Njegovo Blaženstvo Arhiepiskop Cetinjski i Mitropolit Crnogorski u miru Mihailo 
 Његово Блаженство Архиепископ Цетињски и Митрополит Црногорски у миру Михаило.
Mitropolit Mihailo je po nacionalnosti Crnogorac. Stoluje u Cetinju. Osim crnogorskog, govori talijanski, ruski i grčki jezik.
Zamijenio je prvog poglavara obnovljene Crnogorske pravoslavne Crkve, vikarnog episkopa Antonija Abramovića koji je preminuo 1996.
Na općecrnogorskom zboru 3. rujna 2023. godine svrgnut je s mjesta mitropolita Crnogorske Pravoslavne Crkve.

## Životopis
Prije nego što je postao svećenik, Dedeić je diplomirao teologiju u Beogradu 1969., potom predavao bogosloviju u monaškoj školi u Manastiru Ostrog. Završio je postdiplomski studij na Papinskom orijentalnom institutu u Rimu 1973. godine a potom pohađao Rusku duhovnu akademiju Svetoga Sergija u gradu Zagorsk. Radio pri državnim arhivima u SFRJ, SSSR-u i Italiji. 
Rukopoložen je za mirskog pravoslavnog svećenika u lipnju 1988. u Beču, u crkvi Sv. Trojice, od strane Mitropolita Austrije i egzarha Italije i Mađarske Hrizostoma, uz pratnju episkopa Austrijskoga Mihaila Hristopulisa, grčkoga arhimandrita Svete Gore, te arhimandrita ruskoga i bugarskoga.
Bio je potom pravoslavni paroh Carigradske patrijaršije u Rimu gdje je kasnije i proizveden u arhimandrita. 
Tijekom svog rada u Rimu, Dedeić se često oglašavao u medijima, a kao deklarirani Srbin pozdravljao bi svoje sljedbenike kao "djecu Svetog Save i potomke kneza Lazara". Tijekom svog života u Rimu slavio je Vidovdan, označavajući ga "akatistom svim srpskim svecima i spomen-obilježjem palim Srbima za slobodu i nacionalne vrijednosti srpskog naroda". Protivnici mu zamjeraju što u tim oglasima često komentira neka politička pitanja. 
1997. je dao ostavku na službu Carigradskoj patrijaršiji.

## Na tronu Crnogorske crkve
U crkvi Sv. Paraskeve u Sofiji, 1998. godine, hirotonirao ga je za episkopa patrijarh bugarski Pimen i sedam mitropolita i episkop alternativnog sinoda Bugarske pravoslavne Crkve, odjeljene od bugarske patrijarhije u Sofiji. 
Dobio je ime Mihailo.
Na Cetinju je 31. listopada 1998. godine, Mihailo introniziran (svečano ustoličen) za mitropolita autokefalne (samostalne) Crnogorske pravoslavne crkve koja je, od strane Srpske pravoslavne crkve, nasilno ukinuta po srpskom vojnom anektiranju Kraljevine Crne Gore 1918. godine, a obnovljene aklamacijom, na crnogorskom crkveno-narodnom zboru koji je održan na blagdan Lučindan 1993. godine na Cetinju.
Srpska pravoslavna Crkva žestoko osporava kanonsku utemeljenost Crnogorske pravoslavne crkve.

## Posjet Hrvatskoj
Mitropolit Mihailo boravio je sredinom 2005. u Hrvatskoj i odao počast žrtvama Vukovara iz Domovinskog rata. Mitropolit Mihailo je, kao prvi pravoslavni arhijerej, položio vijenac ispod spomenika na Memorijalnom groblju žrtava iz Domovinskog rata i mjestu masovne grobnice na Ovčari. Tada je kazao:

## Vanjske poveznice
- Službene stranice Crnogorske pravoslavne Crkve  Arhivirana inačica izvorne stranice od 12. lipnja 2008. (Wayback Machine)
- Mihailov intervjuu za list "Pobjeda", listopad 2010.[neaktivna poveznica]
- Mihailo u posjetu Vukovaru[neaktivna poveznica]